# Conopophaga
Conopophaga és un gènere d'ocells de la família dels conopofàgids (Conopophagidae).

## Taxonomia
Segons la Classificació del Congrés Ornitològic Internacional (versió 14.2, 2024) aquest gènere està format per 10 espècies:
- Conopophaga aurita - benedictí pit-roig
- Conopophaga melanops - benedictí emmascarat
- Conopophaga lineata - benedictí rogenc
- Conopophaga cearae - benedictí de Ceará
- Conopophaga roberti - benedictí encaputxat
- Conopophaga peruviana - benedictí del Perú
- Conopophaga ardesiaca - benedictí cendrós
- Conopophaga castaneiceps - benedictí de capell castany
- Conopophaga melanogaster - benedictí ventrenegre
- Conopophaga snethlageae -